# Marc-André Kruska
Marc-André Kruska (Castrop-Rauxel, Alemania, 29 de junio de 1987) es un exfutbolista alemán. Jugaba de volante y fue profesional entre 2004 y 2019. 

## Selección nacional
Kruska fue jugador habitual de la selección de fútbol sub-21 de Alemania, de la que además fue capitán. En total disputó 18 partidos en los que anotó 2 goles.

## Clubes
| Club              | País       | Año         |
| ----------------- | ---------- | ----------- |
| Borussia Dortmund | Alemania   | 2004 - 2009 |
| Club Brujas       | Bélgica    | 2009        |
| Energie Cottbus   | Alemania   | 2009 - 2014 |
| FSV Frankfurt     | Alemania   | 2014 - 2016 |
| SC Paderborn 07   | Alemania   | 2016 - 2018 |
| Werder Bremen II  | Alemania   | 2018        |
| F91 Dudelange     | Luxemburgo | 2018 - 2019 |

## Palmarés

### Títulos nacionales
| Título             | Club          | País       | Año  |
| ------------------ | ------------- | ---------- | ---- |
| BGL Ligue          | F91 Dudelange | Luxemburgo | 2019 |
| Copa de Luxemburgo | F91 Dudelange | Luxemburgo | 2019 |